# Zvon Václav

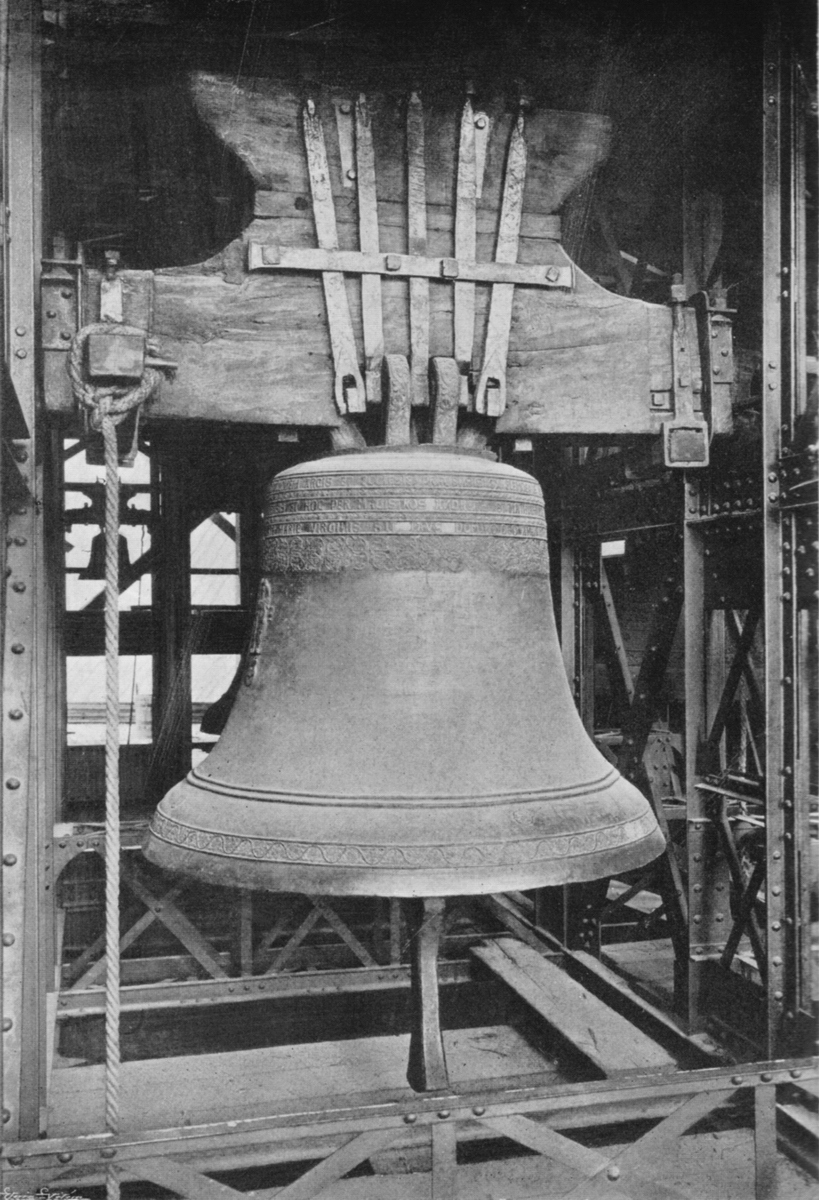
Zvon Václav (před rokem 1906)

Zvon Václav z roku 1542 z katedrály svatého Víta, Václava a Vojtěcha na Pražském hradě vyrobili zvonaři Ondřej Pražský a Matyáš Pražský. Dolní průměr zvonu je 176 cm, nachází se na něm latinský nápis.

## Rozměry
- Dolní průměr: 176 cm
- Výška: 130 cm bez koruny, 142 cm s korunou
- Hmotnost: 80 centnýřů, tj. asi 4 500 kg

## Popiszvonu
- Koruna: čtyři ucha s akantovým pletencem.
- Čepec: třířádkový nápis, mezi řádky akantové lístky s pruty:

| „ | ANNO DOMINI 1542 PRESENS CAMPANA RENOVATA ET CONFLATA EST POST CONFLAGRACIONEM ARCIS ET ECCLASIE PRAGENSIS EX ELEMOSIVIS / FIDELIVM AD HONOREM DEI ET BEATORVM VITI WENCESLAI PATRORVM DICZE ECCLESIE PRAGENSIS ET HOC PER MAGISTROS ANDREAM ET MATHIAM / NOVE CIVITAS PRAGENSIS FERIA QVARTA IN DIE S. MARTYRVM CRISPINI ET BEATE MARIE VIRGINIS SIT LAVS DOMINO DEO AMEN. | “ |

Pod tím ornamentální pás z úponků a akantových listů, široký 11 cm, opakující se po 15 cm.
- Krk:
  - reliéf sv. Václava, po stranách zvonek a džbán
  - na protější straně reliéf sv. Víta, po stranách konev a neurčený reliéf, pod tím znak svatovítské kapituly
- Věnec: na každé straně jeden medailon evangelisty (průměr 7 cm), pod tím ornamentální vlnovka – stonek, v záhybech lupeny vinné révy a hrozny

## Původ zvonu
Zvon byl vyroben náhradou za zvon, zničený požárem Pražského hradu v r. 1541. K jeho výrobě byly použity střepy zvonu Patron.

## Zavěšení a stav zvonu
Zvon je zavěšen na dřevěné hlavě v ocelové konstrukci společné pro zvon Josef a Jan Křtitel. Zvon je v dobrém stavu.
Má dvě zvonická ráhna s provazy, avšak k jeho rozhoupání a udržení v 15minutovém provozu postačí jeden statný trénovaný zvoník.

## Zajímavosti
- Srdce zvonu bylo v minulosti svařováno, v r. 2000 prasklo a bylo pořízeno nové v dílně Petra Manouška na Zbraslavi.
- Zvuk zvonu, přestože harmonický, představuje poměrně vysokou hladinu hlasitosti. Podle našich měření (dobrovolných svatovítských zvoníků pana kardinála Františka Tomáška) z roku 1969 je hladina hlasitosti zvuku 1 m od úderu zvonu Zikmund 120 dB (decibelů) a u zvonu Václav 110 dB, taktéž ve vzdálenosti 1 m od úderu (rány) zvonu Václav, při maximálním výkyvu.